# ジョセフ・ラダポ
ジョセフ・アビオドゥン・ラダポ（英語: Joseph Abiodun Ladapo、1978年12月16日 - ）は、アメリカ合衆国の医療従事者。フロリダ州軍医総監（代不明）。ジョー・ラダポ（Joe Ladapo）とも表記される。

## 初期の経歴
ナイジェリアにて、微生物学者の息子として生まれ、5歳の時家族でアメリカ合衆国に移住した。ウェイクフォレスト大学で化学学士号を取得したほか、このころ陸上競技の代表選手でもあった。その後、2004年までハーバード大学ケネディ・スクール公共政策修士課程で健康政策を専攻し、2008年に同大医学部で医学博士号を取得したほか、同大大学院芸術・科学研究科において医療政策博士号を取得した。このほか、ベス・イスラエル・ディーコネス医療センターで内科の臨床研修を修了した。